# Língua soli
Soli é uma língua bantu falada por cerca de 34 mil pessoas em Zâmbia. Faz parte do grupo de línguas botatwe, que vive principalmente um Lusaca e na província central, juntamente com os povos tonga e lenje 